# Фатса
Фатса (тур. Fatsa) — місто і район у Туреччині, на узбережжі Чорного моря, у провінції Орду. Населення 116 154 осіб (2018).

## Історія
Місто Полемоній (дав.-гр. Πολεμώνιον, лат. Polemonium) було засноване царем Понту Полемоном I (38-8 до н. е.) на місці колишнього міста Сіди (Сіда, Σίδη, Side). По імені Сіди родюча рівнина в долині річки Боламан називалася Сідена. Полемон отримав царство за заслуги перед правителем Римської республіки Марком Антонієм. Від Полемона вся середня частина Понту називалася Понт Полемонійський (Понт Полемоніацький, Πόντος Πολεμωνιακός). Царство простягалося від Ірису (Єшиль-Ирмака) до Фарнакії (Гіресуна), Трапезунта (Трабзона) і Колхиди, включало землі тібаренів і халдів. Місто також називалося Фабда (Φάβδα, Φαδισάνη, Φάδισα) і Фаца (Φάτσα).
В 1912 році у місті та районі проживали: мусульмани — 29 119 осіб, греки — 2670 осіб.